# 村田経和
村田 経和（むらた つねかず、1930年(昭和5年)8月16日 - 2011年(平成23年)4月11日）は、日本のドイツ文学者。

## 経歴
曾祖父は村田銃の開発で知られる村田経芳男爵。祖父は村田綱太郎男爵、父は貴族院議員・村田保定男爵（安場末喜の三男で養子に入る）。男爵家。東京出身。
1954年、学習院大学卒業。1956年、東京都立大学大学院独文学修士課程修了。1962 - 64年ボン大学に学び、1974 - 76年ミュンヘン大学講師。
1962年学習院大学文学部助教授。1971年、教授。2001年、定年退任、名誉教授。
安場保吉・大阪大学名誉教授（経済学）は従兄。妻は村田インゲボルグ（1941 - 、ボン大学卒業、東京農工大学外国人教師）。

## 著書
- 『グーテン・ターク、ザビーネ!』第三書房、1972
- 『ドイツその日その日 中級練習読本』第三書房、1973
- 『ルートヴィヒ』劇書房、1981
- 『トーマス・マン』清水書院 Century books 人と思想、1991、新版2015

### 共編著
- 『標準ドイツ会話』村田インゲボルク共著 白水社、1970
- 『ドイツ語第一歩』村田インゲボルク共編 白水社、1982
- 『はじめてのドイツ語練習帳』編著 東洋出版、1991
- 『標準ドイツ語の発音練習』改訂版 Benno Hallerstede共編著 朝日出版社、1992
- 『作文と会話 その2』村田インゲボルク共編著 東洋出版、2001

### 翻訳
- トーマス・マン「ヴェルズングの血」「混乱と幼い悩み」「マーリオと魔術師」

『ドイツの文学 第3巻』三修社、1966

## 参考
- 『人事興信録』1995年
- 村田經和教授 経歴および主な業績 学習院大学ドイツ文学会研究論集、2001
- 訃報・学習院櫻友会